# ドラゴンバスター
『ドラゴンバスター』（DRAGON BUSTER）は、ナムコ（現・バンダイナムコアミューズメント）が1985年1月にアーケードゲーム用として稼動したアクションゲーム。タイトル画面の「Copyright 1984」という表示は開発・ロケテストが1984年に行われたため。

## 概要
タイトルの直訳である「竜を退治する者」が意味するように、各ラウンドのラストに待ち受けるドラゴンを倒すため旅をする勇者を題材としている。オリジナルアーケード版の企画は佐藤英治、プログラマーは大場惑。
企画段階では『ドラゴンクエスト』のタイトル案もあったが、僅差で『ドラゴンバスター』のタイトルが採用となった（エニックス発売の同名のゲーム作品は当時未発売）。
その後、追加要素を加えたファミリーコンピュータ（以下、FC版）用をはじめとする移植作品や、『ドラゴンバスターII 闇の封印』などの続編作品も発売された。

## ゲーム内容

### システム
主人公・クロービスを操作するサイドビュー（横から見た図）方式のアクションゲームで、ラウンド開始前にはドラゴン山までの経路を示すラウンドマップが表示されて、城からスタートする。ドラゴン山までのルートはプレイヤー自身で分岐点で選択でき、難易度が異なるダンジョンが用意されている。一つのダンジョンをクリアすると更地になり、最後にドラゴン山のドラゴンを倒すと一つのラウンドクリアとなる。全12ラウンドで、13ラウンドからは9～12ラウンドのパターンが繰り返される。また100ラウンドになると、ラウンド表示は「GIVE UP」となる。
各ダンジョンではプレイヤーは、通路をうろつくモンスターや途中の部屋に潜む「ルームガーダー」と呼ばれるモンスターを倒しつつドラゴン山に辿り着くための出口を探す。時間制限があり、一定時間を過ぎると警告音とともにBGMが替わり、モンスター「ケイブシャーク」が出現する。
主人公・クロービスは剣が武器。他に歩く・走る・ジャンプする・しゃがむ・ツタやロープをよじ登るといった動作が可能である。特に空中でもう一度レバーを上に入れることで「2段ジャンプ」、ジャンプ中にレバーを下に入れたまま剣を振ると「兜割り（1段ジャンプ中や着地の瞬間）」や「垂直斬り（2段ジャンプ中や縦穴落下中）」という通常の3倍ものダメージを与えられる強力な技を出すことができる。また、魔法が使える巻物やダメージを軽減させる盾など戦いが有利になる各種アイテムも入手することで使用が可能となる。プレイヤーは一定のバイタリティ（初期値は128）を持ち、敵の攻撃などを受けることで減少、ダンジョンを抜けるたびに少し回復する。バイタリティが無くなるとゲームオーバーとなり、コンテニュー（公式ではコンテニューという呼称はなく、アイテムによる緊急回復という形に近い）によりバイタリティがその場で回復する。
アーケード版では、セプター（王笏）などのアイテムを持っていないと他のドラゴンに助け出した姫がさらわれたり、王冠を持っていると姫が主人公に接吻したりする。
マップモードについては、アーケード版は廃墟、塔（MSX2版は神殿に変更）、鍾乳山、奇岩山、墓地、ドラゴン山（スタート地点の城も含めて）しかないが、FC版では森林と扉もあり、特定アイテムがないと通過できない。また、更地になった場所にあるアイテムを持っていると虹の橋がかかり、分岐点に戻って別のルートを選択できるようになる。
斜め方向のジャンプ活用が攻略に重要だが、アーケード版では４方向レバーを使用しており、特殊な操作を必要としていた。４方向レバーで斜めジャンプをするためには、進行方向にレバーを入れた状態からいったん停止し、その後にレバーを上に入れる必要があった。家庭用ゲームパッドでは４方向レバーを再現できないため、移植版では斜め方向に入力するだけで斜めジャンプすることが出来るように変更されている。

### アイテム

#### アーケード版
スクロール（SCROLL）
巻物。取るとファイアボールのストックが一つ増える。敵を貫通して倒す事ができる性質を持ち、発射後に走って追いかける事で、序盤ステージの一直線ダンジョンではほとんど剣を使わずにクリアすることもできる。ちなみに4つのファイアボールのものはファイアボールスペシャルといい、回転しながら画面上の敵をなぎ払うことができ、ドラゴンに接近して発射すると、より大きなダメージを連続して与える事ができる。1000点。
ジュエリー（JEWEL）
取ると3000ptsの得点がもらえる。
薬（青）（POTION）
バイタリティが30回復するものと60回復するものの二種類がある。60回復するものは色調が異なりビンが厚く白く見えるため見分けがつく。1000点。
薬（赤）（POISON）
毒薬。バイタリティが30減ってしまう。1000点。
マッシュルーム（MUSHROOM）
バイタリティの容量が16加算されるキノコ。上限は256まで。1000点。
シールド（SHIELD）
ウィザードの魔剣やファイアボールのダメージを無効にする盾。ただしファイアボール攻撃を受けた場合は一定確率で失う事がある。クラウンとは排他所持（どちらかしか持てず、後からとった方のみが有効）となっている。1000点。
スーパーソード（SUPER SWORD）
これを取ると剣の威力が2倍になる。ただし、攻撃の際に1/256の確率で失ってしまう。また、剣を受け流したり、剣の通用しない敵に斬りつけると1/16の確率で失ってしまう。セプターとは排他所持となっている。1000点。
セプター（SCEPTER）
セリア姫に会った時にドラゴンにさらわれないように出来る杖。スーパーソードとは排他所持となっている。1000点。
クラウン（CROWN）
セプターと同様に、セリア姫に会った時にドラゴンにさらわれないように出来るが、さらにキスをしてもらえる。また、その時にセプターと共に持っていると、その度にセリア姫の姿がオリジナル（ドレス）→ミニスカート→ビキニと変化し、以後、セプターとクラウンを同時に持っている時だけバニーガールになる。シールドとは排他所持となっている。1000点。

#### FC版（アイテム）
ファミリーコンピュータ版のアイテムは、「速効アイテム」「マジックアイテム」「ユーティリティーアイテム」の3種類に大別される。アイテム総数は約20種で、アーケード版よりもアイテム数が多い。

##### マジックアイテム（MAGIC ITEM）
主に地下迷宮内で、敵モンスターを倒すために使用するアイテム。あらかじめコントローラのスタートボタンでポーズをかけて十字キーでアイテムを選択しておき、しゃがんでAボタンで使用する。同じマジックアイテムを3個連続で取ることにより、3個目のアイテムで所持数が10個分増える。
スクロール（SCROLL）
通常の剣の一振りと同じ攻撃力のファイアボールを放ち、モンスターに命中すると消滅する。
スケルトンにはダメージを与えることができない。
杖（ROD）
ファイアボールの2倍の攻撃力を持つサンダーボルトを放つ。モンスターを貫通し、その奥にいるモンスターにもダメージを与えられる。
ランプ（LAMP）
火柱を次々と吹き上げる攻撃でダメージを与える。攻撃力は単体の火柱がファイアボールの3倍で、ドラゴンなど耐久力のあるモンスターに連続でダメージを与えることができる。
火柱を走って追いかけることで、アーケード版でのファイアボールを追いかけるのと同様の戦法が可能。
アミュレット（AMULET）
画面上のモンスターを石化し動きを止める。ただしドラゴンに対しては効果がない。
リング（RING）
地震を呼び起こして画面内のモンスターにダメージを与える。ただし空中に浮いているモンスターには効果がない。
攻撃力はファイアボールの4倍。
聖杯（CHALICE）
洞窟の外へ脱出できる。高次ラウンドにはこれがないとクリア出来ない洞窟も存在する。ただしドラゴン山では脱出できない。
王冠（CROWN）
地震と雷を同時に呼び起こし、画面内のすべてのモンスターにダメージを与える。攻撃力はファイアボールの8倍。

##### 即効アイテム（AUTOMATIC ITEM）
アイテムを取った瞬間に効果が出るアイテム。
ジュエリー（JEWEL）
青と黄色の2種類あり、取ると経験値が加算される。青(BLUE JEWEL)は50、黄色(RED JEWELは100。
薬（青）（POTION）
取るとバイタリティが30回復。
薬（黄色）（POISON）
毒薬。バイタリティが20減る。
キノコ（MUSHROOM）
バイタリティの容量が16加算される。上限はアーケード版よりも1少ない255。

##### ユーティリティアイテム（UTILITY ITEM）
持っていると自動的に効果があったり、使える場所に来ると自動的に使用されるアイテム。マジックアイテム同様、3個連続取得により3個目が10個分になる。
シールド（SHIELD）
大抵の攻撃ダメージを少なくする盾。ビショップの斧による攻撃で破壊されるが、それ以外の要素で失われる事は無い。
鍵（KEY）
マップモードの扉を開け、通行を可能にする。
斧（AXE）
マップモードの森林を伐採し、通行を可能にする。
薬草（MEDICAL HERB）
バイタリティが0になったときに自動で128回復する。
コンパス（COMPASS）
持っていると出口の場所の方向を教えてくれる。複数の出口がある場合、その中の一つの方向を示す。
出口の無いダンジョンでは示す方向がまま定まらない。
ラウンドをクリアすると1つ失われるが、持っている個数分その先のラウンドまで有効である。
水晶（CRYSTAL）
マップモードの更地になった場所に虹の橋をかけ、通行を可能にする。
日記帳（DIARY）
1冊持っているごとに1回のコンティニューが可能になる。
スーパーソード（SUPER SWORD）
これを取ると剣の威力が2倍になる。3本集めるとさらに強力な剣「ウルトラスーパーソード」になり、ゾンビを含めたモンスター（ドラゴンを除く）を一振りで倒せるようになるが、ダメージを50受けるとスーパーソードに戻る。なお、ソードは当時の雑誌などに「スウォード」と書かれていた事もあったが、Wは発音しないので誤った表現である。

#### MSX2版（アイテム）

##### マジックアイテム（MAGIC ITEM）
スクロール（SCROLL）
通常の剣の一振りと同じ攻撃力のファイアボールを放ち、モンスターに命中すると消滅する。
スケルトンにはダメージを与えることができない。
ランプ（LAMP）
火柱を次々と吹き上げる攻撃でダメージを与える。
カップ（CUP）
一定時間、敵からダメージを受けずにすむ。つまり、無敵状態となる。
聖杯（CHALICE）
洞窟の外へ脱出できる。ただしドラゴン山では脱出できない。
クラウン（CROWN）
地震を起こし、画面内のすべてのモンスターにダメージを与える。

##### 即効アイテム（AUTOMATIC ITEM）
宝石（JEWEL）
取ると経験値が加算される。
薬びん（POTION）
取るとバイタリティが回復。

##### ユーティリティアイテム（UTILITY ITEM）
シールド（SHIELD）
大抵の攻撃ダメージを少なくする盾。ビショップの斧による攻撃で破壊されるが、それ以外の要素で失われる事は無い。
鍵（KEY）
マップモードの扉を開け、通行を可能にする。
薬草（MEDICINAL HERB）
バイタリティが0になったときに自動で128回復する。
日記帳（DIARY）
1冊持っているごとに1回のコンティニューが可能になる。
スーパーソード（SUPER SWORD）
これを取ると剣の威力が2倍になる。

### 裏ドラゴンバスター
FC版では12ラウンドをクリアした後のエンディングでメッセージの下に裏面へのコマンドが表示される。これをタイトル画面で特定のボタンを入力すると、ラウンド13から始まる『裏ドラゴンバスター』となる。「裏」は通常モードと比較して、
- マップの色が黄緑色ではなく茶色
- アイテム配置の変化
- 出現アイテムの弱体化
- EXPによるバイタリティの容量アップが一切無い。そのため裏ではキノコを取得する以外方法はない。
- 敵の大幅な強化
- 裏では出口が一切無いダンジョンが複数（表でも1か所だけ）存在しており、アイテム「聖杯」を持っていない状態で突入するとその時点で詰み状態に陥ってしまう。
- 3面クリアごとに現れる侍女とセリア姫が水着になる
- 最後に救出されたセリア姫がクロービスにジャンプして抱きつく

といった変更が行われる。なお、ダンジョンの構造自体は変わらないが、上記措置により非常に難易度が高くなっている。

## ストーリー
人間界の支配を目論むドラゴンによって、ローレンス国の第2王女セリアがさらわれた。主人公の青年クロービスは、故郷と愛するセリアを救うため、たった1本の剣を携えてドラゴン退治の旅に出る。

## 登場キャラクター
クロービス（CLOVIS）
主人公。王国親衛隊長セリアズの子息として生まれるが、幼少時代に乱暴ないたずら者であったため勘当される。その後、辺境の戦士モンクの元で厳しい修行に耐え、剣と心を学んで育つ。小説版ではその出生に秘密があるとされている。
セリア姫（CELIA）
ドラゴンに捕らわれたローレンス王家の第二王女。16歳の優しい美少女で民衆からも愛されている。3、5、8、12ラウンド、及び、12ラウンドのパターンでドラゴンを倒すと登場するが、セプターとクラウン（王冠）を同時に持って会うか、3回連続で少なくともどちらかを所持しないで会うと、オリジナル（ドレス）→ミニスカート→ビキニと衣装が変わっていく。さらに、既にビキニになっている状態でセプターとクラウンを同時に持って会った時だけバニーガールの衣装になる。FC版は12ラウンド、MSX2版は8ラウンドクリアしないと助けられない。PlayStation Portable版ではある条件を満たすと、オプション設定で巫女やメイドなどの衣装に変えることが出来る。
侍女（LADY）
FC版オリジナルキャラクター。ストーリー設定上ではセリア姫だけではなく、3人の侍女も捕らわれていたということになっている。衣装の色も異なるが、3人の名前はいまだに不明。3、6、9ラウンドをクリアすると助けられる。また裏ドラゴンバスターでは衣装が水着になる。MSX2版にも登場しており、2、4、6ラウンドをクリアすれば助けられる。

### モンスター
ドラゴン（DRAGON）
各ラウンドの最後に待ち構える巨大な竜。所謂ボスキャラクターで、倒すとラウンドクリアとなる。3、5、8、12ラウンドに潜むドラゴンがセリア姫をさらったドラゴンである。ドラゴンを倒してセリア姫を奪還した際にセプターもクラウンも持っていないとセリア姫は別のドラゴンにさらわれてしまうが、この度、ドラゴンの色が緑→紫→金→青の順に変わっていく。青の後は緑に戻って繰り返しとなる。炎を吐くパターンや、弱点となる部位等も個体ごとに異なる。
FC版では、ドラゴンの色が紫、金、青の三種類。動きは前進と後進。首を上下に振る。アーケード版では翼を広げて羽ばたきながらジャンプをしてきたが、FC版ではジャンプは一切してこない。炎を吐くパターンは、ファイヤー、ビッグファイヤーボール、炸裂弾、スイングファイヤー。
バット（BAT）
天井付近に待機している蝙蝠。ときどきクロービスに向かって体当たり攻撃してくる。色違いのものもおり、耐久力が異なる。
スネーク（SNAKE）
地上をはって移動する蛇。ときどきジャンプしたり噛み付いてきたりする。色によって攻撃パターンに違いが見られ、特に赤（マゼンタ）のものは良くはねる。
リーペン（LEAPEN）
ピョンピョンと飛び回るヒヨコの化け物。剣の届かない範囲で跳ねていると思ったら、不意に突っ込んで来ることがある。
テストール（TESTOLL）
アルマジロのような化け物。体を伸ばしている状態は動きが遅いが、丸まって高速で突進してくる状態は剣で退治出来ない。
イノサイ（INOSAII）
高速で突進してくるサイ。急に止まったりバックしたり反転したりしてくる。執拗に追いかけてくる事がある（MSX2版では不具合のため効果音が出ない）。
ゴーレム（GOLEM）
土からつくられた人形。棍棒で叩かれるとバイタリティは16ぐらい減らされる。色違いのものは耐久力が高い。背が高く棍棒攻撃の当たり判定が大きいため、集団で現れると苦戦するが、縦穴に自ら落ちていく事も多い。
ケイブシャーク（CAVE SHARK）
長時間同じ洞窟にいたり、出口を見つけても脱出しないでいると鋭い嗅覚で執拗に追いかけてきてクロービスに噛み付いてくる。

#### アーケード版のみ
※家庭用ゲーム機移植に伴い、FC版においてカットされたキャラクター。
スティングレイ（STINGRAY）
地面すれすれに飛行するエイ。下に通路などがあると落ちてくる。ときどきジャンプしたり噛み付いたりする。
FC版では代わりにスパイダーが登場する。
ウィル・オー・ザ・ウィスプ（WILL-O-THE-WISP）
敵を求めて漂い続けるモンスターの邪心。『ブロック崩し』のボールの動きをするものと、単にまっすぐ飛ぶものがいる。
スライム（SLIME）
宙に浮く不思議な物体。剣では倒せない上に、スーパーソードで切り付けると一定確率で剣を失う事がある。
アイフル（EYEFUL）
暗闇で敵を見つけるための巨大な眼を持つモンスター。リーペンと比べて跳躍距離が長く、また横方向へのジャンプ速度も速い。
MSX2版にも登場したが、FC版では代わりにロックが登場する。
クローラー（CRAWLER）
太陽の光を受けることなく幼虫のままで一生を終える巨大昆虫モンスター（イモムシ）。迷路内を動き回り、ときどき上体をそらして触角を伸ばして攻撃してくる。
MSX2版にも登場したが、FC版ではカットされた。
コレオ・クローラー（COLEO CRAWLER）
金色のクローラー。剣で倒すことができない。上体をそらさないまま触角で攻撃してくる。
クローラー同様、FC版ではカットされた。

#### FC版のみ
※家庭用ゲーム機移植に伴い、FC版において新たに登場したキャラクター。
スパイダー（SPIDER）
洞窟内の天井を這いつくばって進む毒蜘蛛。近づくと襲い掛かってくる。
シーフ（THIEF）★
盗人のわりにはスーパーソードしか盗まない変わったモンスター。素早い動きで体当たりしてくる。
体当たりを受けるとダメージを受け、さらに20%の確率でスーパーソードを盗み去ってしまうが、画面外へ走り去る前にマジックアイテムであるリング（指輪）またはクラウン（王冠）等の魔法で倒す、もしくはアミュレットで動きを封じてその隙に倒せばソードは取り返せる。
ただしウルトラスーパーソードの場合は、一旦わざと盗ませて等級がスーパーソード×2本の状態に下がってしまうが、取り返せばウルトラスーパーソードの累積ダメージ値をリセットでき新たに50ポイント分復活できる。なお累積ダメージ値50ポイントはこれ以外で回復する手立てがない。そのため各洞窟クリア時やポーション取得での回復やラウンドクリア時の全回復はこの累積ダメージ値50ポイントとは完全に別物となっているため一切適用されない。
ロック（ROCK）★
洞窟内を素早い動きで近づいたり遠ざかったりする一つ目モンスター。頭から小石を出して攻撃してくる。
ゾンビ（ZOMBIE）
地面から這い出て遅い動きで前進してくる死霊。通常の剣では倒せず、各種マジックアイテムか、ウルトラスーパーソード時のみ倒せる。
MSX2版にも登場している。

### ルームガーダー
ファフネル（FAFNIR）
体当たりや火炎攻撃で襲ってくる凶暴な小型竜。高次ラウンドではジャンプすると上斜め方向にまで火炎を放射する。
スケルトン（SKELETON）
剣を振り回して攻撃する骸骨の戦士。ファイアボールで倒すことができない。
ウィザード（WIZARD）
空中を飛び回る魔剣とファイアボールで攻撃する魔法使い。魔剣はこちらの剣ではじき返す事もできるが、魔剣の連続攻撃で空中に舞い上げられてしまう事もしばしば。オレンジ色の服を着るもののみファイアボールで倒すことが可能。また盾があると魔剣の攻撃は無効化可能。
ビショップ（BISHOP）
攻守一体の戦闘用の長い斧で突いてきたり、ファイアボールで攻撃してくる僧侶。FC版では盾を持っていると斧の攻撃が当たった時に盾を破壊される。

#### MSX2版のみ
ナイト（KNIGHT）
銀色の鎧をまとった騎士。鉄球を使って、振り回す攻撃などしてくる。

## 他機種版
| No. | 発売日                                        | 対応機種                                                          | タイトル                                                | 開発元                | 発売元     | メディア                                        | 型式                                                            | 売上本数 | 備考                           |
| --- | --------------------------------------------- | ----------------------------------------------------------------- | ------------------------------------------------------- | --------------------- | ---------- | ----------------------------------------------- | --------------------------------------------------------------- | -------- | ------------------------------ |
| 1   | 1987年1月7日                                  | ファミリーコンピュータ                                            | ドラゴンバスター                                        | トーセ                | ナムコ     | 1.25メガビットロムカセット                      | NM-023                                                          | -        | -                              |
| 2   | 1987年6月10日                                 | X1                                                                | ドラゴンバスター                                        | マイコンソフト        | 電波新聞社 | 5.25インチフロッピーディスク                    | -                                                               | -        | -                              |
| 3   | 1987年8月28日                                 | PC-88                                                             | ドラゴンバスター                                        | エニックス            | エニックス | 5.25インチフロッピーディスク                    | -                                                               | -        | -                              |
| 4   | 1987年11月 頃                                 | FM77AV                                                            | ドラゴンバスター                                        | マイコンソフト        | 電波新聞社 | 3.5インチフロッピーディスク                     | -                                                               | -        | -                              |
| 5   | 1987年12月19日                                | MSX2                                                              | ドラゴンバスター                                        | ナムコ                | ナムコ     | 1メガビットロムカセット （要128キロビットVRAM） | -                                                               | -        | -                              |
| 6   | 1989年3月                                     | PC-98                                                             | ドラゴンバスター                                        | マイコンソフト        | 電波新聞社 | フロッピーディスク                              | -                                                               | -        | -                              |
| 7   | 1993年12月10日                                | X68000                                                            | ドラゴンバスター                                        | マイコンソフト        | 電波新聞社 | 5.25インチフロッピーディスク                    | -                                                               | -        | -                              |
| 8   | 1996年2月9日 1996年9月30日 PAL 1996年11月22日 | PlayStation                                                       | ナムコミュージアム VOL.2                                | トーセ                | ナムコ     | CD-ROM                                          | SLPS-00209（初回版） SLPS-00210（通常版） SLUS-00216 SCES-00267 | -        | アーケード版の移植             |
| 9   | 1999年10月28日                                | PlayStation                                                       | ナムコミュージアム VOL.2 (PlayStation the Best)         | トーセ                | ナムコ     | CD-ROM                                          | SLPS-91159                                                      | -        | 廉価版                         |
| 10  | 2005年8月23日 2005年12月9日 2006年2月23日     | PlayStation Portable                                              | Namco Museum Battle Collection ナムコミュージアム Vol.2 | ナムコ                | ナムコ     | UMD                                             | ULUS-10035 UCES-00116 ULJS-00047                                | -        | アーケード版の移植             |
| 11  | 2008年11月4日 2009年5月15日 2009年11月5日     | Xbox 360                                                          | ナムコミュージアムバーチャルアーケード                  | バンナム              | バンナム   | DVD-ROM                                         | 21022 2RD-00001                                                 | -        | アーケード版の移植             |
| 12  | 2008年11月18日                                | Wii （バーチャルコンソール）                                      | ドラゴンバスター                                        | トーセ                | バンナム   | ダウンロード                                    | -                                                               | -        | ファミリーコンピュータ版の移植 |
| 13  | 2009年9月15日                                 | Wii （バーチャルコンソールアーケード）                            | ドラゴンバスター                                        | バンナム              | バンナム   | ダウンロード                                    | -                                                               | -        | アーケード版の移植             |
| 14  | 2011年1月12日                                 | PlayStation Portable （ゲームアーカイブス）                       | ナムコミュージアムVol.2                                 | バンナム              | バンナム   | ダウンロード                                    | -                                                               | -        | アーケード版の移植             |
| 15  | 2013年3月19日                                 | ニンテンドー3DS （バーチャルコンソール）                          | ドラゴンバスター                                        | トーセ                | バンナム   | ダウンロード                                    | -                                                               | -        | ファミリーコンピュータ版の移植 |
| 16  | 2013年12月11日                                | PlayStation 3 PlayStation Portable （ゲームアーカイブス）         | ナムコミュージアムVol.2                                 | トーセ                | バンナム   | ダウンロード                                    | -                                                               | -        | アーケード版の移植             |
| 17  | 2014年6月5日                                  | iPhone （iOS）                                                    | NAMCO ARCADE                                            | バンナム              | バンナム   | ダウンロード                                    | -                                                               | -        | アーケード版の移植             |
| 18  | 2015年1月21日                                 | Wii U （バーチャルコンソール）                                    | ドラゴンバスター                                        | トーセ                | バンナム   | ダウンロード                                    | -                                                               | -        | ファミリーコンピュータ版の移植 |
| 19  | INT 2020年6月18日                             | Nintendo Switch（日本国外） PlayStation 4 Xbox One Windows(Steam) | NAMCO MUSEUM ARCHIVES Vol.1                             | B.B.スタジオ M2       | バンナム   | ダウンロード                                    | -                                                               | -        | ファミリーコンピュータ版の移植 |
| 20  | 2020年8月20日                                 | Nintendo Switch                                                   | ナムコットコレクション                                  | B.B.スタジオ エムツー | バンナム   | Switch専用ゲームカード ダウンロード             | -                                                               | -        | ファミリーコンピュータ版の移植 |
| 21  | 2021年12月9日                                 | PlayStation 4 Nintendo Switch                                     | ドラゴンバスター                                        | ナムコ                | ハムスター | ダウンロード (アーケードアーカイブス)           | -                                                               | -        | アーケード版の移植             |

ファミリーコンピュータ版
1987年1月には「ナムコット ファミリーコンピュータゲームシリーズ 第23弾」として発売された。アーケード版で企画を担当した佐藤英治がディレクターを務めている。カートリッジは金色。
アーケード版との違いは以下の通り。
- 主人公を含め、基本的なアルゴリズムが異なる。
- 各キャラクターやモンスターのグラフィックおよびカラーリングが異なる[注 4]。侍女やセリア姫の救出シーンのビジュアルを変更。
- マップモードの建物の表示が小さくなり、扉や森の障害物が配置された。ラウンドが進むとマップが大きくなり画面がスクロールする仕様に変更されており、ドラゴン山までの道順は移動しながらでないと分からないようになった。
- アイテムの種類の増加。
- 登場するモンスターの一部変更。
- 得点が EXP（経験値）に置き換わり、一定数値（10,000、30,000、50,000、以下50,000ごと）に達すると、バイタリティの容量が16ずつ増える経験値制の導入[4]。ただし後述の『裏ドラゴンバスター』では経験値をいくら稼いでもバイタリティの容量が上がることは一切無くアイテムであるキノコを取得する以外バイタリティの容量を上げることはできない。
- ルームガーダーと一対一のバトルで、一部のモンスターが画面上から消えてしまう。
- 特定のアイテムを取らないとコンティニューができない。
- FC版のみのオリジナルキャラクターが登場している。
- BGMの追加（タイトル画面とエンディング）。
- 細かな改変点として、ジャンプがレバー上入力からAボタンに変更されている。二段ジャンプの入力のタイミングも変わっており、アーケード版より難しくなっている。
- 各ラウンドのドラゴン戦ではアーケード版では他の雑魚モンスターが出現して妨害をしてくるが、FC版ではそれらは一切無く常にタイマン戦となっている他、アーケード版ではボス側の残りバイタリティが表示されていたがFC版では非表示となっている。
- ラウンド12のドラゴンに弱点がある。
- 王女救出アイテムである「クラウン」が、FC版では「王冠」という名称でマジックアイテムのひとつとして登場している。
- ラウンド13から始まる『裏ドラゴンバスター』ある。
- 一度倒したルームガーダーは原則復活することは無いが、「出口のあるルームガーダー」のみ例外で、出口を出ずスクロールアウトをさせるとそのルームガーダーが復活する。これを利用しこの手順を繰り返すこと16回目でボスであるドラゴンを一撃で倒せるというウルトラスーパーソードの完全上位互換となる究極ソードが出るという裏技がファミリーコンピュータMagazineに掲載された。しかし、これは同誌の読者プレゼント企画『ウソ技』として創作されたものであり、この手順を踏んでも実際には通常通り出口が出現するだけでアイテムは出現しない。

MSX2版
- 1987年12月19日にはMSX2用パソコンゲーム第1弾[注 5]として発売。ハードウェアの仕様によりスクロール画面ではなく画面切り替え方式だったが、ファミコン版の移植といえる内容であるが、タイトル画面はビデオゲーム版のポスターイラストに変更し強化されている。全8ラウンド。洞窟モードでは通路の途中に針山などのトラップも入っていた。

PC版
各種8ビットパソコン用に電波新聞社並びにエニックスにより移植販売された。
- PC-8801mkIISR以降版

エニックスによる移植。タイトル画面がビデオゲーム版のポスターイラストに変更されており、主人公のクロービスやヒロインのセリア姫の紹介ビジュアルが入るOPデモが追加された。この他にもドラゴンを倒した後のセリア姫や侍女の救出シーンがダンジョン出口付近になっているなど、全体的に演出面のビジュアルが強化されているが、反面ルームに入る度にローディングが発生して、ゲームのテンポを悪くする要因となっている。BGMもFM音源でのアレンジとなり、上記のFC版で追加されたタイトルとEDのBGMも追加された。
- X1版・FM77AV以降版・PC-9801シリーズ版・X680x0版

電波新聞社によるアーケード版をベースにした移植。FM77AV用のマニュアルにはMZ-2500版のスタッフ名の記述があるが、リリースされることは無かった。
その他の移植版
- ナムコミュージアム
1996年2月9日発売のPlayStation版『ナムコミュージアム VOL.2』に収録。
2006年2月23日発売のPlayStation Portable版『ナムコミュージアム VOL.2』に収録。マニアックオプションで、セリア姫のコスチュームを巫女やメイド服に変更できるモードが追加された。
2009年11月5日発売のXbox 360版『ナムコミュージアム バーチャルアーケード』に収録。
- Windows版
1999年4月30日発売の『ナムコ・コレクション Vol.2』に収録されたほか、メディアカイトより単品販売された。
- Wii版
2009年9月15日、バーチャルコンソールでアーケード版が配信。
- Let's!TVプレイCLASSIC版
『ナムコノスタルジア2』にアレンジ版『ドラゴンバスターハンドレッド』が収録。ルームガーダー80体とドラゴン20体をひたすら倒し続けるようになっている。アーケード版をベースにFC版の攻撃アイテムを追加。25匹倒す毎に衣装を変えたセリア姫が登場する。
- アーケードアーカイブス版（PlayStation 4/Nintendo Switch）
「こだわり設定」でゲームスピードや歩行グラフィックの調整、モンスターの強さ、スタート時のバイタリティなどの設定が可能。また、隠し要素として、未使用曲の視聴が可能。

## 制作
ドットの作成は高橋由紀夫と、本作のゲームデザイナーの佐藤英治が務めた。
高橋はドット絵の作成は本作が初めてだったが、グラフィックツールが非常に使いやすかったとゲーム保存文化研究所とのインタビューの中で話している。

## スタッフ
アーケード版
- 企画：佐藤英治
- プログラム：是枝ひろき
- 音楽：慶野由利子

## 反響
高橋はゲーム保存文化研究所とのインタビューの中で、本作に対する社内の評判は賛否両論だったと話している。

### 評価
アーケード版
- 1991年にそれまで発売されていたアーケードゲーム全てを対象に行われた『ゲーメスト』読者の人気投票によるゲーメストムック『ザ・ベストゲーム』では32位を獲得した[16]。

- 1998年にそれまで発売されていたアーケードゲーム全てを対象に行われたゲーメスト読者の人気投票によるゲーメストムック『ザ・ベストゲーム2』では、「当時は高い完成度でプレイヤーの圧倒的な支持を得ており、ナムコの『不朽の名作』のひとつである」、「各部屋にはルームガーダーと呼ばれるモンスターがおり、倒すとさまざまなアイテムが入手できる。成長する主人公の姿はRPGの要素を含んでいた」、「かぶと割りや背後斬りなどのテクニックも数多く存在し、中には十数時間もプレイできる強者もいた」と紹介されている[17]。

ファミリーコンピュータ版
ゲーム誌『ファミコン通信』のクロスレビューでは6・6・7・7の合計26点（満40点）、レビュアーはよくあるお姫様救出型のARPGでマップがオリジナルの3倍以上あり誰でも楽しめる、画面はキャラの動きがぎこちなく迫力に欠けて地味、BGMはAC版の重厚さはないとした。『ファミリーコンピュータMagazine』の読者投票による「ゲーム通信簿」での評価は以下の通りとなっており、19.97点（満30点）となっている。同誌1991年5月10日号特別付録の「ファミコンロムカセット オールカタログ」では、「アーケードゲーム往年の名作」、「ファミコンへの移植に際して、各種のアイテムが追加されており、操作方法も若干の変更がなされているがオリジナルの面白さは失われてはいない。『名作』と呼べる1本だろう」と紹介されている。
| 項目 | キャラクタ | 音楽 | 操作性 | 熱中度 | お買得度 | オリジナリティ | 総合  |
| 得点 | 3.49       | 3.30 | 3.21   | 3.52   | 3.21     | 3.24           | 19.97 |

## シリーズおよび関連作品

### 関連商品
- VHSビデオ『ナムコの伝説 ナムコ・プロモーション・ビデオ集』（1986年、ビクター音楽産業株式会社） - 『ドラゴンバスター』他、全5作のナムコゲームのプロモーションを収録。
- ボードゲーム『ドラゴンバスター』（1986年、ナムコ） - 4人同時プレイ可能なボードゲーム。道の移動中にイベントが発生したり、ドラゴンを2度倒す必要があったり、2度目のドラゴンを倒したら残り体力を利用してセリア姫の蘇生を行ったりするなどオリジナリティの強い内容となっている。
- 小説『ドラゴンバスター』（1987年、井沢元彦・角川文庫）クロービス出生の秘密等オリジナル要素がある。
- 漫画『ドラゴンバスター』 - 矢野健太郎によるコミカライズ。マル勝ファミコン（角川書店）短期連載、未単行本化。1986年-1987年。
- ゲームブック『ドラゴンバスター』（1987年、古川尚美・東京創元社〈スーパーアドベンチャーゲーム〉）

### シリーズ作品
- 『ドラゴンバスターII 闇の封印』（1989年/ファミリーコンピュータ）
- 『ドラゴンヴァラー』（1999年/PlayStation）- ドラゴンバスターの世界観を3Dに再構築したもの。
- 『ドラゴンバスター ハンドレッド』（2006年3月31日/Let's!TVプレイCLASSIC）※『ナムコノスタルジア2』に本編とともに収録

### その他
- テイルズ オブ ジ アビス - ミニゲームの1つとして本作が再現。主人公がルーク・フォン・ファブレになっているなど『アビス』のキャラクターに変更されている。
- エースコンバット6 解放への戦火 - 友軍の地上部隊として「ドラゴンバスターズ」、友軍機として「スティングレイ」というTACネームのパイロットが登場する。
- ケロロRPG 騎士と武者と伝説の海賊 - サポートキャラクターとしてクロービスが登場する。